# Ruki Tomita
Ruki Tomita (jap. 冨田るき; ur. 28 grudnia 2001 w Myōkō) – japońska snowbordzistka specjalizująca się w halfpipe, olimpijka z Pekinu 2022.

## Udział w zawodach międzynarodowych
| Impreza                     | Rok  | Gospodarz | halfpipe |
| --------------------------- | ---- | --------- | -------- |
| Igrzyska olimpijskie        | 2022 | Pekin     | 5        |
| Mistrzostwa świata juniorów | 2018 | Cardrona  | 5        |
| Mistrzostwa świata juniorów | 2019 | Leysin    | 6        |